# Aeroportul Libenge
Aeroportul Libenge (IATA: LIE, ICAO: FZFA) este un aeroport din Provincia Équateur, Republica Democratică Congo ce deservește zona Libenge. A fost numit după zona deservită.
Situat la o altitudine de 343 m, aeroportul dispune de o singură pistă.